# Голіната Михайлина Семенівна
Михайлина Семенівна Голіната (за іншими джерелами Леся Володимирівна Мимсак) (нар.13 листопада 1927, с. Стара Ягільниця Чортківського району Тернопільської області  — † 26 грудня 1949 ) — учасниця національно-визвольних змагань, секретарка-друкарка Кам'янець-Подільського окружного проводу ОУН.

## Життєпис
Народилася в патріотично свідомій українській родині. Батько, Семен Голінатий, був активним членом «Просвіти», обирався до її проводу, був організатором товариства «Сокіл». У домі Семена Голінатого, досвідченого підпільника, члена ОУН з 1935 р., збиралися однодумці. У липні 1941 Михайлина із подругами ще підлітками включилися в активне громадське життя села, вивчали підпільну літературу. Особливу роль в усвідомленні визвольної боротьби відіграв Декалог  — десять заповідей українського націоналіста, дев'яту заповідь якого  — «Ні просьби, ні грозьби, ні тортури, ані смерть не приневолять тебе виявити тайни» — вони відважно виконали.
У 1944, коли знову Західну Україну поневоляли «визволителі» червоної Москви, три подруги  — Ярослава Хруставка, Емілія Бзова і Михайлина Голіната пішли в підпілля. Їхнє кредо  — останній патрон чи граната для себе.
У родині, крім Михайлини, була ще молодша сестра Іванна Голіната-Король, теж учасниця підпілля ОУН.

### Участь в ОУН
Із 1943 — членкиня ОУН, розвідниця і медсестра Чортківського окружного проводу. Організовувала курси медсестер, пункт лікування поранених, збір медикаментів, перев'язочних матеріалів. У батьківському будинку відкрила склад медикаментів УПА.
У 1944—1948 була членкинею Копичинецького Проводу ОУН, провідницею надрайонного Українського Червоного Хреста.
У кінці 40-х років працювала розвідницею, зв'язковою, а також в Чортківській окружній типографії, що містилась в с. П'ятничанах Хмельницької області.
У 1948—1949 рр. «Тамара» перебувала в криївці у селі П'ятничани Орининського (зараз — Чемеровецького) району Хмельницької області, де містилась друкарня Кам'янець-Подільського окружного проводу ОУН. Тут вона друкувала тексти підпільних видань, множила їх на циклостилевому апараті, зшивала брошури, запаковувала у спеціальні торбинки, в яких вони передавалися для розповсюдження на території Кам'янець-Подільської, Вінницької та Київської областей. Через велику завантаженість покидати криївку «Тамара» могла лише зрідка.
Підпільна друкарня була виявлена чекістами вранці 26 грудня 1949 в садибі Васильківських у с. П'ятничани тодішнього Орининського району, Кам'янець-Подільської області, в кількох кілометрах від Скала-Подільська Тернопільської області. У бункері під будинком було вилучено друкарську техніку, радіоапарати, велику кількість підпільної літератури, важливі документи та листівки, які були надруковані для розповсюдження на території області та прилеглих територіях. Під час чекістської операції загинув керівник технічної ланки  — друкарні «ім. Я. Старуха» Кам'янець-Подільського окружного проводу ОУН Гнибіда Петро Васильович — «Наступ» 227. Разом з ним в бункері перебувала підпільниця «Тамара», секретарка-друкарка Кам'янець-Подільського окружного проводу ОУН. 
Голінату захопили в полон та важко поранили. Чекісти хотіли будь-якою ціною вилікувати її, щоб відтак на допитах отримати від неї важливу інформацію про підпілля. Хірург успішно зробив їй складну операцію, але Михайлина Голіната обрала смерть, а не співпрацю з ворогом, та вночі скинула бандажі і розірвала операційну рану, внаслідок чого, стікаючи кров'ю, померла у 23 роки.